# Shimamiya Eiko
Shimamiya Eiko (島みやえい子 (Đảo Cung Vinh Tử) sinh ngày 20 tháng 4, còn gọi là EIKO hay PEKO) là một nữ ca sĩ J-Pop và hiện là thành viên của ban nhạc I've Sound từ khi album đầu tay của họ được ra mắt. Cô nổi tiếng nhờ thực hiện thành công ca khúc chủ đề mở đầu của loạt anime Higurashi no Naku Koro ni. Eiko cũng tham gia giảng dạy trong một học viện âm nhạc mang tên Shimamiya Size (S-size) ở quê hương cô: Sapporo, Hokkaido, Nhật Bản. Shimamiya công bố vào ngày 10 tháng 5 năm 2010 qua Twitter rằng mình đã bị chẩn đoán mắc bệnh ung thư tuyến giáp. Tour diễn "Perfect World Live Tour" của cô, được dự kiến sẽ bắt đầu vào tháng 6, đã phải hủy bỏ ngay sau đó. Tuy nhiên, căn bệnh của cô đã được chữa khỏi và buổi biểu diễn vẫn sẽ tổ chức vào ngày 13 tháng 5 năm 2011.

## Danh sách đĩa nhạc

### Solo

#### Maxi single
| #       | Thông tin đĩa đơn | Doanh số |
| ------- | --- | -------- |
| Đầu tay | "Higurashi no Naku Koro ni" - Phát hành: 24 tháng 5 năm 2006 - Từ album: O - Xếp hạng Oricon tốp 200: #18 - Ca khúc chủ đề trong: Higurashi no Naku Koro ni         | 34.700   |
| 2       | "Naraku no Hana" - Phát hành: 22 tháng 8 năm 2007 - Từ album: Hikari Nadeshiko - Xếp hạng Oricon tốp 200: #12 - Ca khúc chủ đề trong: Higurashi no Naku Koro ni Kai | 34.300   |
| 3       | "Wheel of Fortune (Unmei no Wa)" - Phát hành: 16 tháng 4 năm 2008 - Xếp hạng Oricon tốp 200: #23 - Ca khúc chủ đề trong: Higurashi no Naku Koro ni                  | 7.800    |
| 4       | "Chikai" - Phát hành: 8 tháng 4 năm 2009 - Xếp hạng Oricon tốp 200: #39 - Ca khúc chủ đề trong: Higurashi no Naku Koro ni Chikai                                    | 3.600    |
| 5       | "Super Scription of Data" - Phát hành: 24 tháng 6 năm 2009 - Xếp hạng Oricon tốp 200: #35 - Ca khúc chủ đề trong: Higurashi no Naku Koro ni Rei                     | 3.900    |
| 6       | "Paranoia" - Phát hành: 29 tháng 7 năm 2009 - Xếp hạng Oricon tốp 200: #185                                                                                         | 4.600    |

#### Album
| #       | Thông tin album                                                                 | Doanh số |
| ------- | ------------------------------------------------------------------------------- | -------- |
| Đầu tay | O - Phát hành: 4 tháng 10 năm 2006 - Xếp hạng Oricon tốp 200: #35               | 10.000   |
| 2       | Hikari Nadeshiko - Phát hành: 2 tháng 4 năm 2008 - Xếp hạng Oricon tốp 200: #27 | 7.300    |
| 3       | Perfect World - Phát hành: 26 tháng 4 năm 2010 - Xếp hạng Oricon tốp 200: #94   | 1.480    |

### Đĩa đơn khác

#### Takino no Mori
(phát hành năm 2000)
1. Takino no Mori
2. Takino no Mori -phối khí-

#### Aoi Kajitsu
(phát hành 1 tháng 1 năm 2003)
1. Aoi Kajitsu
2. Scarborough Fair
3. Aoi Kajitsu -phối khí-

#### Atashi wa Melon
(phát hành 25 tháng 10 năm 2003)
1. Atashi wa Melon
2. Kimi na no
3. Atashi wa Melon -phối khí-
4. Kimi na no -phối khí-

#### Yume no Rosen/Anata o Nosete
(phát hành 1 tháng 12 năm 2004)
1. Yume no Rosen
2. Anata wo Nosete

### EP
- Hologram (29 tháng 12 năm 2001)
- Vanilla (10 tháng 8 năm 2002)
- Ozone (28 tháng 12 năm 2003)
- Ulysses (16 tháng 3 năm 2005) #78
- Endless Loop (14 tháng 12 năm 2005) #86

### Bài hát trong I've
Với Regret (24 tháng 12 năm 1999):
- Last regrets -X'mas floor style-.

Với Verge (17 tháng 7 năm 2000):
- Dreamer (ca khúc mở đầu trong Senpai)
- Now and heaven (trong Midara na Tsumi ~Etsuraku no Shuujitsu~ (淫らな罪 ～悦楽の終日～))
- Hyouketsu no Yoru (氷結の夜) (ca khúc mở đầu trong Shin Ruri Iro no Yuki ~Furimukeba Tonari ni~)
- Around the Mind (ca khúc mở đầu trong Mugen No Meikyuu II)
- Garasu no Tsuki (ガラスの月) (ca khúc kết thúc trong Dawn Slave 2)
- verge (trong Zetsubou PLUS)

Với Disintegration (26 tháng 6 năm 2002):
- To Lose in Amber (ca khúc mở đầu trong 奴隷市場 (dorei ichiba))
- Ouji yo ~Tsuki no Ura Kara~ (王子よ ~月の裏から~)

Với Lament và Out Flow (5 tháng 9 năm 2003):
- SNOW -Album mix- (ca khúc mở đầu remix trong SNOW)
- Sora wo Mau Tsubasa -Album mix- (空を舞う翼)
- Suna no Shiro -The Castle of Sand- (砂の城) (từ chương đầu tiên của 朱 (Aka))

Với Collective (30 tháng 9 năm 2005):
- Automaton (ca khúc mở đầu trong Shin Setsu Ryouki no Ori (真説 猟奇の檻))

Với I've Sound 10th Anniversary 「Departed to the future」Special CD BOX (25 tháng 3 năm 2009):
- Paranoia
- To lose in amber -I'VE in BUDOKAN 2009 Live ver.-
- Paranoia -instrumental-
- Paranoia PV
- 「Departed to the future」Chapter3:EIKO

#### I've Special Unit
1. "See You ~Chiisa na Eien~" (See You ～小さな永遠～) (P.V ver.) (phát hành 5 tháng 9 năm 2003)
2. "Fair Heaven" (phát hành 30 tháng 7 năm 2005)
3. "Tenjou wo Kakeru Monotachi (天壌を翔る者たち) (trình bày như Love Planet Five) (phát hành 4 tháng 4 năm 2007)

#### Healing Leaf (Shimamiya Eiko + Kawada Mami)
1. Ame ni Utau Tanshikyoku (雨に歌う譚詩曲) (trong Ame ni Utau Tanshikyoku ~A rainbow after the rain~) (phát hành 1 tháng 2 năm 2002)
2. Akikaze ni Kimi wo Omou (秋風に君を想ふ) (trong Hajirahi) (phát hành 20 tháng 9 năm 2002)
3. Slow Step (trong Slow Step ～Hajimete no Ren'ai～)) (phát hành 24 tháng 12 năm 2004)

#### Kotoko & Shimamiya Eiko
1. Otomegokoro+√Nekomimi＝∞ (乙女心+√ネコミミ＝∞) (trong Ouritsu Nekomimi Gakuen ～Anata no Tame no Hatsujouki～)

#### Bài hát khác
1. ADSR (trong Silent Half)
2. Amazing Grace (Eiko Shimamiya Live 2005 "ULYSSES")
3. Aoao to (trong Green Plan)
4. cover link (trong Rensa Byoutou)
5. cross my heart (trong innocent world)
6. Dreamer -Remix- (trong Senpai)
7. Fortress (trong Deep Fantasy)
8. Fuyuzora no Kiseki (trong Snow Drop)
9. Juggernaut (trong ...SPLIT)
10. Komoriuta (trong Shin ruri iro no yuki ～furimukeba tonari ni～)
11. Michibikareshi Tamashii no Keifu (trong Maboroshi Rin no Hime Shōgun II ～Michibikareshi Tamashii no Keifu～)
12. Pirouette (trong ONE and ONLY)
13. PREY (opening theme trong Nightmare 4.1)
14. Sad Vibration (trong doll～Utahime Vol.5 - Hibiki)
15. sacred words (trong Sense Off)
16. sensitive2001 (trong imouto mini FanDisc)
17. Shiawase na Yoru (trong 「KYO→」（Koizumi Kyōko no ARUBAMU))
18. Sora wo Mau Tsubasa (trong Blue-Sky-Blue ~Sora wo Mau Tsubasa~)
19. Tooryanse (trong Tooryanse)
20. Tooryanse (remix) (trong Tooryanse)
21. Tsutaeyuku Uta (trong Minefukakise ni tayutau uta)
22. Verge -Revive Mix- (trong C-LICK)
23. Warawanai Musume (trong doll～Utahime Vol.5 - Hibiki)
24. World My Eyes (trong diRTY GiFT)

### Sản xuất đĩa CD

#### Aoi Kajitsu/Uchuu no Hana/Flower in the Universe
(phát hành 25 tháng 6 năm 2003, đĩa đơn của Tae)
1. Aoi Kajitsu
2. Uchuu no Hana
3. Flower in the Universe